# 에스토마고
《에스토마고》(영어: Estomago)은 2007년에 개봉한 브라질의 영화이다.

## 한국판 성우진(KBS)
- 양석정 - 노나타 / 로즈마리(호아오 미구엘)
- 송정희 - 이리아(파비울라 나쉬멘토)
- 이윤선 - 줄미로(제차 체노비츠)
- 박상일 - 지오바니(카를로 브리아니)
- 유해무 - 부이유(바부 산타나)
- 이봉준 - 에스트라
- 김태웅 - 리노
- 장호비 - 부엉이
- 윤세웅 - 말라깽이
- 최창석 - 방글이
- 이지환 - 떠벌이